# Onthophagus nigriceps
Onthophagus nigriceps é uma espécie de inseto do género Onthophagus, família Scarabaeidae, ordem Coleoptera. Foi descrito por Raffray em 1877.